# خیرپور، ناحیه چکوال
خیرپور (به انگلیسی: Khairpur village) یک روستا در پاکستان است که در ناحیه چکوال واقع شده‌است. خیرپور ۵ کیلومتر مربع مساحت و Rur نفر جمعیت دارد و ۲٬۶۵۰ متر بالاتر از سطح دریا واقع شده‌است.